# Onyx (cràter)
Onyx és un cràter sobre la superfície de (2867) Šteins, situat amb el sistema de coordenades planetocèntriques 10.9 ° de latitud nord i 8.9 ° de longitud est. Fa un diàmetre de 1 km. El nom va ser fet oficial per la UAI el nou de maig de 2012 i fa referència a l'ònix, varietat d'àgata.